# Humphrey Tonkin
 (mai 2021).
Si vous disposez d'ouvrages ou d'articles de référence ou si vous connaissez des sites web de qualité traitant du thème abordé ici, merci de compléter l'article en donnant les références utiles à sa vérifiabilité et en les liant à la section « Notes et références ».
Humphrey Richard Tonkin, né le 2 décembre 1939 à Truro dans les Cornouailles, est un espérantiste américo-britannique, ex-président de l'Organisation mondiale des jeunes espérantophones et de l'Association mondiale d'espéranto. 

## Biographie
Humphrey Tonkin est originaire du Royaume-Uni et habite aujourd’hui aux États-Unis. Il est professeur de littérature anglaise, spécialiste de la Renaissance et de Shakespeare. Il a été diplômé à Cambridge, a passé son doctorat à Harvard et a été président de l’Université de Hartford, où il a organisé des cours d’espéranto pendant l’été.
Tonkin a appris l’espéranto en 1956. Il a aidé à fonder l’association des jeunes espérantistes de Grande-Bretagne en 1959. De 1961 à 1971, il a fait partie du bureau de TEJO, l’organisation mondiale des jeunes espérantophones ; il en a été le président de 1969 à 1971. En 1963, alors trésorier de TEJO, il a fondé la revue Kontakto ; il en est aussi le premier rédacteur en chef.
Lors du Congrès mondial d’espéranto qui a eu lieu en 1974 à Hambourg, le conseil d'administration de l'Association mondiale d'espéranto l’a élu président, succédant ainsi à Ivo Lapenna. Il est resté à ce poste jusqu’en 1980 et a présidé à nouveau de 1986 à 1989. Tonkin a ensuite travaillé à nouveau dans le bureau en tant que vice-président de 2001 à 2004. De plus, il est le président de la Esperantic Studies Foundation et membre de l’Académie internationale des sciences de Saint-Marin.
En 2010, UEA a publié La arto labori kune: festlibro por Humphrey Tonkin écrit par Detlev Blanke et Ulrich Lins  (ISBN 978-92-9017-113-3).

### Fonds pour l'Innovation
En 2022, l'Esperantic Studies Foundation a créé un fonds qui porte son nom : "Humphrey Tonkin Fund for Innovation" pour accélérer de nouveaux projets et de la recherche dans le domaine de l'éducation et de la justice linguistique[.